# Hagen im Bremischen
Hagen im Bremischen – gmina samodzielna (niem. Einheitsgemeinde) w Niemczech, w kraju związkowym Dolna Saksonia, w powiecie Cuxhaven. Do 31 grudnia 2013 siedziba gminy zbiorowej Hagen.
1 stycznia 2014 do gminy przyłączono pięć gmin: Bramstedt, Driftsethe, Sandstedt, Uthlede oraz Wulsbüttel, które stały się jej dzielnicami.